# جورج وید
جورج وید (انگلیسی: George Wade؛ ۱۶۷۳ – ۱۴ مارس ۱۷۴۸) فرد نظامی و سیاست‌مدار اهل جمهوری ایرلند بود.